# Postcard from Waterloo
Postcard from Waterloo är en singelskiva av den amerikanske sångaren, gitarristen och låtskrivaren Tom Verlaine. B-sida är "Days on the mountain". Singeln släpptes 1982 och skrevs och producerades av Tom Verlaine.